# Углеродный пузырь
«Углеродный пузырь» (англ. carbon bubble) — завышение рыночной стоимости компаний, добывающих ископаемое топливо, из-за недооценки инвесторами перспектив ограничений на добычу топлива, связанных с глобальным потеплением. Является одним из примеров фиаско рынка.

## История понятия
Термин получил известность после публикации двух докладов организации «Инициатива по отслеживанию углерода»  в 2011 и 2013 году.

## Масштаб проблемы
Согласно современным научным представлениям, для избежания неприемлемых последствий глобального потепления его величина должна быть ограничена. Величина потепления не более 2 °C является наиболее общепризнанной целью на международных переговорах по изменению климата (см. Парижское соглашение (2015)). Её поддержали около 140 государств. Ряд стран установили национальные цели в области эмиссии углекислоты, вводят внутреннее климатическое законодательство. В то же время мировые финансовые рынки в основном игнорируют последствия возможного введения политики ограничения эмиссии, приверженность которой формально декларирована правительствами подавляющего большинства стран мира, участвующих в Рамочной конвенции ООН по изменению климата и последующих международных переговорах. Инвесторы склонны полагать, что все запасы углеродного сырья могут стать объектом добычи и коммерческого использования. По оценке бывшего управляющего директора компании JP Morgan Джона Фуллертона, их совокупная стоимость в текущих ценах составляет около 27 триллионов долларов. По современным научным оценкам для предотвращения неприемлемых изменений климата 60 — 80 % этих запасов должны оставаться нетронутыми. Таким образом, рынок неверно оценивает возможность товарного использования ископаемых ресурсов на сумму до 20 трлн долларов, что чревато широкомасштабными финансовыми потрясениями во многих странах мира.

## Текущая ситуация и тенденции изменений
Наибольший вклад в изучение этой проблемы внесли неправительственная организация «Инициатива по отслеживанию углерода» и Грэнтхэмский институт исследований изменения климата и экологии при Лондонской школе экономики, возглавляемый Николасом Стерном.
Их анализ развития ситуации в последние годы показывает рост зависимости мировых финансовых рынков от углеродных активов. Также увеличивается доля наиболее «грязного» вида топлива — угля в этих активах. Добывающие компании тратят на разведку новых запасов сырья в 5 раз больше, чем на выплаты своим акционерам. Сохранение нынешних тенденций означает увеличение углеродных активов ещё более чем на 6 трлн долларов за следующее десятилетие.
Отмечается географическое различие в структуре активов, с доминированием нефти в Америке и Европе, в то время как в Азии, Африке и Австралии преобладает уголь.

## Рекомендации
Ученые предлагают финансовым регуляторам ряд рекомендаций, в частности:
- собирать информацию о количестве СО2, ассоциированного с резервами компаний, акции которых присутствуют на рынке, а также о затратах компаний на получение доступа к новым запасам ископаемого топлива. Первый из этих индикаторов показывает величину ресурсов, использование которых потенциально может быть заморожено, а второй указывает на количество денежных средств, которые могут быть потеряны ввиду их заведомо нерационального инвестирования. В совокупности эти показатели могли бы характеризовать подверженность данного финансового рынка систематическому риску из-за потенциально ограниченного характера использования углерода.
- использовать стресс-тесты в отношении планов производства и уровня финансовых резервов компаний применительно к условиям сценария эмиссии с потеплением на 2° С.
- модифицировать ряд показателей (в частности, коэффициент восполнения запасов), чтобы они отражали реалии мира с ограниченным использованием углерода.
- кредитные рейтинговые агентства должны учитывать фактор климатической политики при оценке систематических рисков

## Общественная кампания за бойкот инвестиций
Активисты ряда экологических групп, в частности 350.org, развернули кампанию за отказ от инвестиций в компании по добыче ископаемого топлива. Кампания проводится в университетах, церквях, пенсионных фондах. Эту кампанию официально поддержала ООН.
 
Никто не думает, что эта кампания может нанести прямой финансовый ущерб бизнесу на ископаемом топливе, она и не стремится к этому. Скорее её целью является зафиксировать тот факт, что мейнстримные институции бросают вызов моральному императиву действовать против изменения климата. Цель кампании — достичь общественного консенсуса, что бездействие не является нейтральным, что оно аморально
— David Roberts
 К концу 2015 года движение поддержали 517 организаций и 46 тыс. частных лиц, совокупно владеющие активами на сумму $ 3,4 трлн.
Изъятие инвестиций из ископаемого топлива стало самым быстро растущим процессом вывода капитала в истории.

## Реакция политиков и бизнес-сообщества
Кристина Фигуэрэс, исполнительный секретарь Рамочной конвенции ООН по изменению климата считает, что, ввиду последствий углеродного пузыря, на компаниях лежит «фидуциарная обязанность» по отношению к их акционерам — перейти к низкоуглеродной экономике. «Если корпорации продолжают инвестировать в новое ископаемое топливо, они грубым образом злоупотребляют доверием, поскольку научные доказательства совершенно недвусмысленны» — заявила она. «Из научных данных следует, что мы в любом случае перейдем к низкоуглеродной экономике, так или иначе, путём политических мер или без них… Мы начнем двигаться к низкоуглеродному миру либо руководствуясь политикой, либо потому, что природа заставит нас это сделать. Если мы дождемся принуждения сил природы, цена будет астрономической.»
Комитет по экологическому аудиту парламента Великобритании в марте 2014 года опубликовал доклад «Зеленые финансы», в нём констатируется, что финансовые рынки «надувают финансовый пузырь», переоценивая компании с активами в ископаемом топливе, которое должно остаться нетронутым для ограничения климатических изменений. Доклад содержит рекомендации в адрес правительства и центрального банка Великобритании, в нём также отмечена важная роль «амбициозного и обязывающего» международного климатического соглашения, принятие которого ожидается в 2015 году в Париже.
Международное энергетическое агентство предупреждает, что при ограничении уровня СО2 величиной 450 ppm две трети разведанных запасов ископаемого топлива станут «фиктивными».
Страны группы G20 санкционировали совместное изучение финансовых рисков, связанных с инвестициями в проекты добычи ископаемого топлива, которые противоречат международным целям в области климата и рискуют оказаться неосуществимыми.
Папская академия наук опубликовала доклад, в котором утверждается, что предел потепления 2С требует «глубокой декарбонизации энергетической системы к середине столетия и достижения близкой к нулю эмиссии к 2070 году», при этом речь идет не просто о благополучии будущих поколений, а о самом существовании человеческой цивилизации.
Доклад издан в связи с подготовкой специальной энциклики Папы Римского по вопросу изменения климата.
Крупнейшая в мире частная угольная компания Peabody Energy заявила, что, глобальное потепление является «экологическим кризисом, предсказанным ущербными компьютерными моделями». В апреле 2016 года эта компания, приобретшая скандальную известность тем, что открыто финансировала отрицание изменения климата, потерпела банкротство. Одной из причин, по мнению её руководства, стала кампания за отзыв инвестиций.
Другой угольный гигант, Glencore Xstrata, считает, что правительства не смогут сдержать эмиссию CO2.
Компания Exxon-Mobil объявила, что раскрывает информацию о возможных последствиях для её бизнес-модели от различных вариантов будущей политики ограничения эмиссии. Это позволит инвесторам самостоятельно оценить риск «углеродного пузыря» применительно к будущему компании. Решение было принято под давлением группы инвесторов, недовольных большими расходами на разведку новых запасов, которые, по их мнению, не могут быть использованы из-за риска катастрофического глобального потепления.
Группа организаций и частных инвесторов, включающая Rockefeller Brothers Fund, объявила о своем намерении вывести 50 млрд долларов из активов, связанных с ископаемым топливом.
Крупнейшая страховая компания Франции AXA объявила о намерении полностью избавиться от своих угольных активов к концу 2015 года.
Вьетнам отменил планы строительства семидесяти новых угольных электростанций. В своем заявлении премьер-министр Вьетнама Нгуен Тан Зунг заверил, что его страна намерена «ответственно выполнять международные обязательства по сокращению выбросов парниковых газов».
Правительство Китая приостановило на три года выдачу разрешений на создание новых угольных шахт, а также объявило о планах закрытия части действующих мощностей по добыче угля. Эти решения объясняются как экологическими, так и экономическими соображениями.
Президент США Барак Обама приостановил выдачу лицензий на добычу угля на федеральных землях. Это решение было отменено президентом Трампом.
В конце ноября 2015 года транснациональная страховая компания Allianz с активами более $600 млрд объявила о своём отказе вкладывать средства в компании, «получающие более 30 % прибылей или энергии из угля».
Также в ноябре 2015 года голландский пенсионный фонд PFZW (активы €161 млрд.) принял решение до 2020 года деинвестировать почти все свои средства, вложенные в уголь, что позволит на 30 % сократить его зависимость от бизнеса на ископаемом топливе.
В июле 2013 года норвежский пенсионный фонд Storebrand заявил о деинвестировании своих средств из 19 топливных компаний, признав эти вложения в долговременном плане «финансово бессмысленными». В январе 2014 года список был расширен до 23 компаний.
Всемирный банк, Европейский инвестиционный банк, Эксимбанк США приняли политику, допускающую финансирование угольных электростанций лишь при «исключительных обстоятельствах». Запрет не будет касаться электростанций, применяющих захват и захоронение углекислого газа (англ. CCS).